# Kadokawa Corporation
Kadokawa Corporation (株式会社KADOKAWA Kabushiki-gaisha Kadokawa?) antiguamente Kadokawa Holdings y Kadokawa Group Holdings es la empresa matriz del Grupo Kadokawa, que reúne a varias compañías afiliadas relacionadas con Kadokawa Shoten.

## Historia
La empresa fue fundada el 2 de abril de 1954 como Kadokawa Shoten. Su nombre se cambió a Kadokawa Holdings el 1 de abril de 2003, transfiriendo los negocios de ediciones existentes a Kadokawa Shoten Publishing. La compañía pasó a llamarse de nuevo Kadokawa Group Holdings el 1 de julio de 2006. La compañía heredó la administración y las empresas de integración dentro de Kadokawa Shoten Publishing en enero de 2007. Las empresas de revistas fueron trasladadas a Kadokawa Magazine Group. La compañía cambió su nombre a Kadokawa Corporation el 22 de junio de 2013. El 1 de octubre de 2013, nueve empresas del Grupo Kadokawa se fusionaron en Kadokawa Corporation. Ocho de ellos operan ahora como empresas de marca. Kadokawa Production se disolvió y se integró en la sede general de negocios IP.
Reuters reportó en noviembre de 2024 que el gigante de electrónica y entretenimiento Sony se encontraba en negociaciones para adquirir Kadokawa.

## Empresas subsidiarias
Kadokawa Corporation sirve para reunir a varias empresas japonesas afiliadas relacionadas con Kadokawa Shoten bajo lo que se conoce como el Kadokawa Group. Estas empresas son de tres tipos: edición, cine y visuales, y los medios de comunicación. Los editores se refieren principalmente a los libros, libros de bolsillo o bunkobon, manga, y revistas de medios visuales; las empresas de cine y visuales con largometrajes japoneses y las ventas de DVD de películas a nivel internacional y anime; las compañías de medios de comunicación ocupan las revistas de información de contenidos digitales, información urbana y programas de televisión, junto con los medios de comunicación que combinan la transmisión de información en papel, internet y teléfonos móviles. Otros aspectos del grupo son manejados por el otro segmento del negocio que tiene principalmente el cuidado de los videojuegos, el arrendamiento de bienes raíces, y cuenta con una agencia de publicidad.

### Empresas de marca
- ASCII Media Works
- Chukei Publishing Company
- Enterbrain
- Fujimi Shobo
- Kadokawa Gakugei Shuppan Publishing
- Kadokawa Magazines
- Kadokawa Shoten
- Media Factory

### Publicación (distribución)
- Building Book Center
  - Chara-ani Corporation
- Bookwalker
- NTT Prime Square

### Publicación (edición)
- Production Ace
- eb Creative

### Películas
- Kadokawa Daiei Studio
- Japan Film Fund
- Glovision
- Nihon Eiga Satellite Broadcasting.

### Medios de comunicación
- K.Sense
- Movie Time
- Kadokawa Media House
  - Movie Ticket
- Kids Net
- T Gate
- Docomo Anime Store
- Smile Edge

### Internacional
- Kadokawa Holdings US
- Kadokawa Holdings US in Hong Kong
- Kadokawa Intercontinental Publishing (Asia): 70% stake subsidiary
- Kadokawa Intercontinental Group Holdings
- Kadokawa Media (Taiwán)
- Taiwan Animate
- Guangzhou Tianwen Kadokawa Animation and Cómics
- Sun Wah Kadokawa

### Otros
- ATX
- From Software[10]
- Kadokawa ASCII Research Laboratories
- Kadokawa Games

### Antiguos subsidiarios
- Asmik Ace Entertainment
- Kadokawa Entertainment: El 1 de noviembre de 2009, Kadokawa Entertainment se fusionó con Kadokawa Pictures.
- Kadokawa Group Publishing: El 1 de abril de 2013, Kadokawa Group Publishing se fusionó con Kadokawa Group Holdings.
- Kadokawa J:COM Media: Se estableció en noviembre de 2005 como una empresa conjunta entre Kadokawa Shoten y Jupiter Telecommunications.[11] Fue eliminada en junio de 2010.
- So-net Kadokawa Link: Se estableció el 27 de junio de 2007 con So-net Entertainment (43.5%), Kadokawa Mobile (43.5%), y Dentsu E-link (13.0%).[12][13]
- Kadokawa Mobile and Movie Gate: El 1 de octubre de 2009, Kadokawa Mobile se fusionó con Movie Gate para formar Kadokawa Contents Gate.[14]
- Kadokawa Production: El 1 de octubre de 2013, la compañía se disolvió e integró en Kadokawa Corporation.
- MediaLeaves: El 10 de enero de 2010, MediaLeaves se fusionó con Enterbrain.[15]
- Sarugakucho: Se convirtió en parte de Kadokawa Group Holdings bajo Enterbrain durante la adquisición de ASCII. El 31 de marzo de 2010, Pole To Win anunció que había adquirido a Sarugakucho.[16]
- Words Gear: El 26 de septiembre de 2006, Matsushita Electric Industrial anunció la creación de Words Gear con Kadokawa Mobile y Tokyo Broadcasting System, eficaz el 2 de octubre de 2006.[17] El 30 de septiembre de 2010, Kadokawa Group Holdings anunció la fusión de Words Gear con Kadokawa Contents Gate, con Kadokawa Contents Gate como compañía sobreviviente, efectivo el 1 de enero de 2011.[18]